# Cheikh El Avia Ould Mohamed Khouna
Cheikh El Avia Ould Mohamed Khouna (in arabo شيخ العافية ولد محمد خونة‎?; Amourj, 1956) è un politico mauritano.
È stato Primo ministro della Mauritania per due mandati: dal 2 gennaio 1996 al 18 dicembre 1997 e dal 17 novembre 1998 al 6 luglio 2003.